# 佛說阿彌陀經通贊疏
《佛說阿彌陀經通贊疏》，作者相傳為窺基法師，為《佛說阿彌陀經》的註疏。日本學者望月信亨考證此書並非窺基法師所作，而是後世淨土宗信徒偽托窺基法師的偽作。

## 內容
此書為《佛說阿彌陀經》的註疏，鼓勵信徒往生阿彌陀佛極樂國土。它引用的經文為鳩摩羅什譯的《佛說阿彌陀經》，而非玄奘所譯出的《稱讚淨土佛攝受經》，引起學者懷疑此經真偽。

## 流傳歷史
此書在宋朝元祐、元豐年間，經義天禪師傳入高麗。